# Lu Haojie
Lu Haojie (Lù HàojiéP, 陆浩杰T; Changzhou, 3 agosto 1990) è un sollevatore cinese vincitore della medaglia d'argento a Londra 2012.

## Palmarès
- Giochi olimpici

2012 - Londra: argento nella categoria fino a 77 kg.